# NGC 6672
NGC 6672 est une paire étoiles située dans la constellation de la Lyre. L'astronome français Édouard Stephan a enregistré la position de ce groupe le 24 juillet 1879 
La base de données Simbad, qui contient par ailleurs plusieurs erreurs d'indentification, associe NGC 6672 à la galaxie LEDA 62044.